# Miguel Gómez (Fußballspieler, 2002)
Miguel Alejandro Gómez Ortiz (* 29. September 2002 in Guadalajara, Jalisco) ist ein mexikanischer Fußballspieler auf der Position eines Verteidigers.

## Karriere
Gómez wurde im Nachwuchsbereich des Club Deportivo Guadalajara ausgebildet und kam in den verschiedenen Nachwuchsmannschaften sowie beim vereinseigenen Farmteam Club Deportivo Tapatío zu zahlreichen Einsätzen. Mit Deportivo Tapatío gewann Gómez zweimal die Zweitligameisterschaft sowie den Campeón de Campeones.
2025 gelang ihm der Sprung in die erste Mannschaft, für die er erstmals am 12. Januar 2025 in einem Heimspiel gegen Santos Laguna (1:0) zu einem Einsatz in der höchsten Spielklasse kam. Sein ersten Treffer in der höchsten Spielklasse erzielte Gómez in einem am 16. März 2025 ausgetragenen Auswärtsspiel beim FC Juárez, das 1:1 endete.

## Erfolge
- Meister der Liga de Expansión MX: Clausura 2023, Apertura 2004
- Campeón de Campeones der Liga de Expansión MX: 2022/23